# اندی چپمن
اندی چپمن (انگلیسی: Andy Chapman؛ زادهٔ ۱۸ سپتامبر ۱۹۵۹) فوتبالیست اهل بریتانیا است.
از باشگاه‌هایی که در آن بازی کرده‌است می‌توان به باشگاه فوتبال آرسنال اشاره کرد.